# روميو باركس
روميو باركس  (بالإنجليزية: Romeo Parkes)‏ هو لاعب كرة قدم جامايكي ، مواليد 11 نوفمبر 1990 م، يلعب بمركز الهجوم في نادي بويز تاون بجامايكا ، ومثل منتخب جامايكا لكرة القدم في بطولة كوبا أمريكا 2015 التي أقيمت في تشيلي .

## روابط خارجية
- روميو باركس على موقع قاعدة بيانات كرة القدم.إي يو (الإنجليزية)
- روميو باركس على موقع ناشيونال فوتبول تيمز (الإنجليزية)
- روميو باركس على موقع Soccerway.com (الإنجليزية)
- روميو باركس على موقع AS.com (الإسبانية)